# ケイタイモ
ケイタイモは、日本の作曲家、演奏者、漫画家、イラストレーター。1999年にMONGHANGにてデビュー。2003年BEAT CRUSADERSにキーボード担当として加入、2011年WUJA BIN BIN活動開始、2019年、文藝春秋から漫画「家も頑張れお父ちゃん!」を出版。トレードマークは辮髪。

## 概要
1999年 MONGHANGをBAと結成。2000年9月には、イラクで行なわれた“バビロン・フェスティバル”に参加。その後も2度のアメリカツアーを行う。
2003年 BEAT CRUSADERSに、キーボード担当として加入。
2011年 ATOM ON SPHEREに、ベーシスト担当として加入。2011年 WUJA BIN BINを結成（2014年、フジロックフェスティバル出演）。
2012年 須藤寿 GATALI ACOUSTIC SETとMUSIC FROM THE MARSに、ベーシスト担当として加入。
2014年 cooking songsに、ベーシスト担当として加入。
2016年 ikanimoを結成。ギター、ボーカル、ホーン担当（2017年、フジロックフェスティバル出演）。2016年 ヘヴンリーボーイズを結成。ボーカル担当。
2018年 シシド・カフカ主宰のel tempo（エル・テンポ）に、ベーシスト担当として加入。
2018年 『家も頑張れお父ちゃん!』をInstagramにて連載開始。
2019年 文藝春秋から漫画『家も頑張れお父ちゃん!』を出版。
2021年 夏季パラリンピック閉会式にel tempo（エル・テンポ）ベーシストとして演奏。
2023年 湘南乃風 二十周年記念公演「風祭り at 横浜スタジアム」で初のバンドセットでベーシストとして参加
2024年 1月にWUJA BIN BIN 4thアルバム THE END OF CUTENESSのリリースに伴い、個展を新代田pootleにて開催。4月には大阪iiieでも個展を行う。
2024年10月1日に東京都台東区入谷にカフェ＆ギャラリー・GONZUIをオープン。

## 作品

### リーダー作品
- WUJA BIN BIN
  - WUJA BIN BIN（2012年4月18日、ハイ・ウェーブ）
  - INAKA JAZZ（2014年4月23日、BETRAYAL）
  - THE BEST PLANET EVER（2017年3月22日、SPACE SHOWER MUSIC）
  - THE END OF CUTENESS（2024年1月17日、FRIENDSHIP.）

- ikanimo
  - ikanimo（2016年11月16日、惑/NATURAL HI-TECH RECORDS）

- ヘヴンリーボーイズ
  - HEAVENLY BOYS IN TOWN ヘヴンリーボーイズがやって来た（2016年11月23日、惑/NATURAL HI-TECH RECORDS）

- MONGHANG
  - オリジナル・アルバム
    - FAMILY（1999年3月25日）
    - MONGHANG（2001年10月17日）
    - DEBAKATA(2005/09/07)2010年DynabookCM曲『opat』収録

  - オムニバス
    - STRAIGHT FLASH（1998年10月21日）
    - ROYAL STRAIGHT FLASH（1999年9月22日）
    - Shit Associated Music vol.1（2000年5月1日）
    - KIMICA GOLDEN PACKAGE（2006年6月14日）
    - 108% Bad News（2007年9月26日）

### 参加作品
- BEAT CRUSADERS
  - BEAT_CRUSADERS#ディスコグラフィの項を参照
- ATOM ON SPHERE
  - ATOM ON SPHERE（2011年12月21日、UPCH-20265、ユニバーサルミュージック）
  - The Secret Life Of Mine（2019年4月16日、ATOM-0001、ライブ会場限定）
- 須藤寿 GATALI ACOUSTIC SET
  - The Great Escape（2012年09月26日、COCP-37553、日本コロムビア）
  - For Example, Utopia（2017年12月27日、BXWY-022、Creamy Records/Bauxite Music wy.、ライブ会場限定）
  - 離島東京 （2024年6月12日、BXWY-038、Creamy Records/Bauxite Music wy.）
- MUSIC FROM THE MARS
  - After Midnight（2016年5月16日、NHCR-1146、惑）
- cooking songs
  - Cooking Song（2016年11月9日、VSP-0015、VELVETSUN PRODUCTS）
  - Curry Rice（2018年6月27日、VSP-0018、VELVETSUN PRODUCTS）
  - カレーライス feat.mmm / 夢の舟乗り（2018年12月12日、VSP-00181、VELVETSUN PRODUCTS/JET SET）

## ディスコグラフィー
- WUJA BIN BIN

### アルバム
- ikanimo